# Diastictis caecalis
Diastictis caecalis là một loài bướm đêm trong họ Crambidae.